# Atabey
Atabey là một huyện thuộc tỉnh Isparta, Thổ Nhĩ Kỳ. Huyện có diện tích 182 km² và dân số thời điểm năm 2007 là 6209 người, mật độ 34 người/km².